# Platychelipus
Platychelipus är ett släkte av kräftdjur som beskrevs av Brady 1880. Platychelipus ingår i familjen Laophontidae.
Kladogram enligt Catalogue of Life och Dyntaxa:
| Platychelipus | \| \| Platychelipus delamarei \| \| \| \| \| \| Platychelipus laophontoides \| \| \| \| \| \| Platychelipus littoralis \| \| \| \| |
|               | \| \| Platychelipus delamarei \| \| \| \| \| \| Platychelipus laophontoides \| \| \| \| \| \| Platychelipus littoralis \| \| \| \| |
|               | Platychelipus delamarei |
|               | |
|               | Platychelipus laophontoides |
|               | |
|               | Platychelipus littoralis |
|               | |